# División Flechas Verdes
La División Flechas Verdes es el nombre que se dio a un conjunto de tropas del bando franquista durante la Guerra Civil Española. Su creación, en octubre de 1938, se debe a que la Brigada Mixta Flechas Azules se subdividió en dos unidades: la División Flechas Verdes y la División Flechas Azules.
La División Flechas Verdes fue movilizada para hacer frente en la Ofensiva de Cataluña, una de las últimas batallas de la Guerra Civil. Lucharon junto al Corpo Truppe Volontarie, unidad mixta italo-española, donde los italianos proveyeron a la División con oficiales mientras el resto de la tropa estaba compuesta por soldados españoles.

## Composición de la División
División Flechas Verdes - Coronel Emilio Battisti
- Primero Regimiento
  - 1.º Batallón "Cáceres"
  - 2.º Batallón "Bailén"
  - 3.º Batallón "Balaguer"
  - 4.º Batallón "Gerona"
  - Batería de 65/17
- 2.º Regimiento
  - 1.º Batallón "Vitoria"
  - 2.º Batallón "Medina"
  - 3.º Batallón "Canarias"
  - 4.º Batallón "Las Navas"
  - Batería de 65/17
- Batallón de máquinas
  - 1.ª Compañía de ametralladoras
  - 2.º Compañía de ametralladoras
  - 3.º Compañía de ametralladoras
  - 4.º Compañía de morteros
- Compañía antitanque 47/35
- Regimiento de Artillería
  - Grupo de los 65/17
  - Grupo de los 75/27
  - Grupo de 100/17
  - 20mm batería AA
- Compañía de ingenieros
- Compañía de radio
- Unidad de Servicios